# Austrammo hirsti
Austrammo hirsti is een spinnensoort uit de familie Ammoxenidae. De soort komt voor in Zuid-Australië en Tasmanië.